# جيرسي مايك

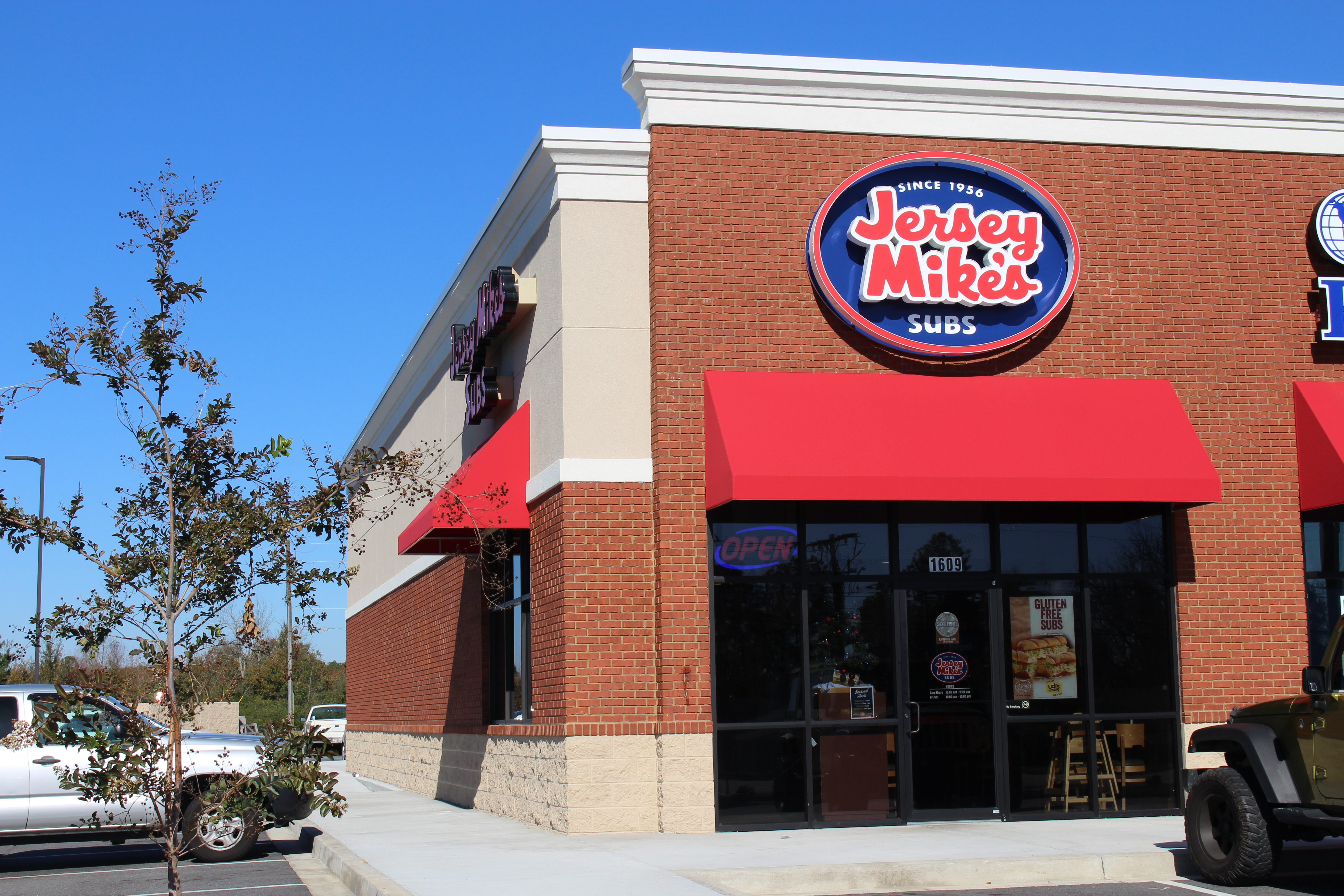

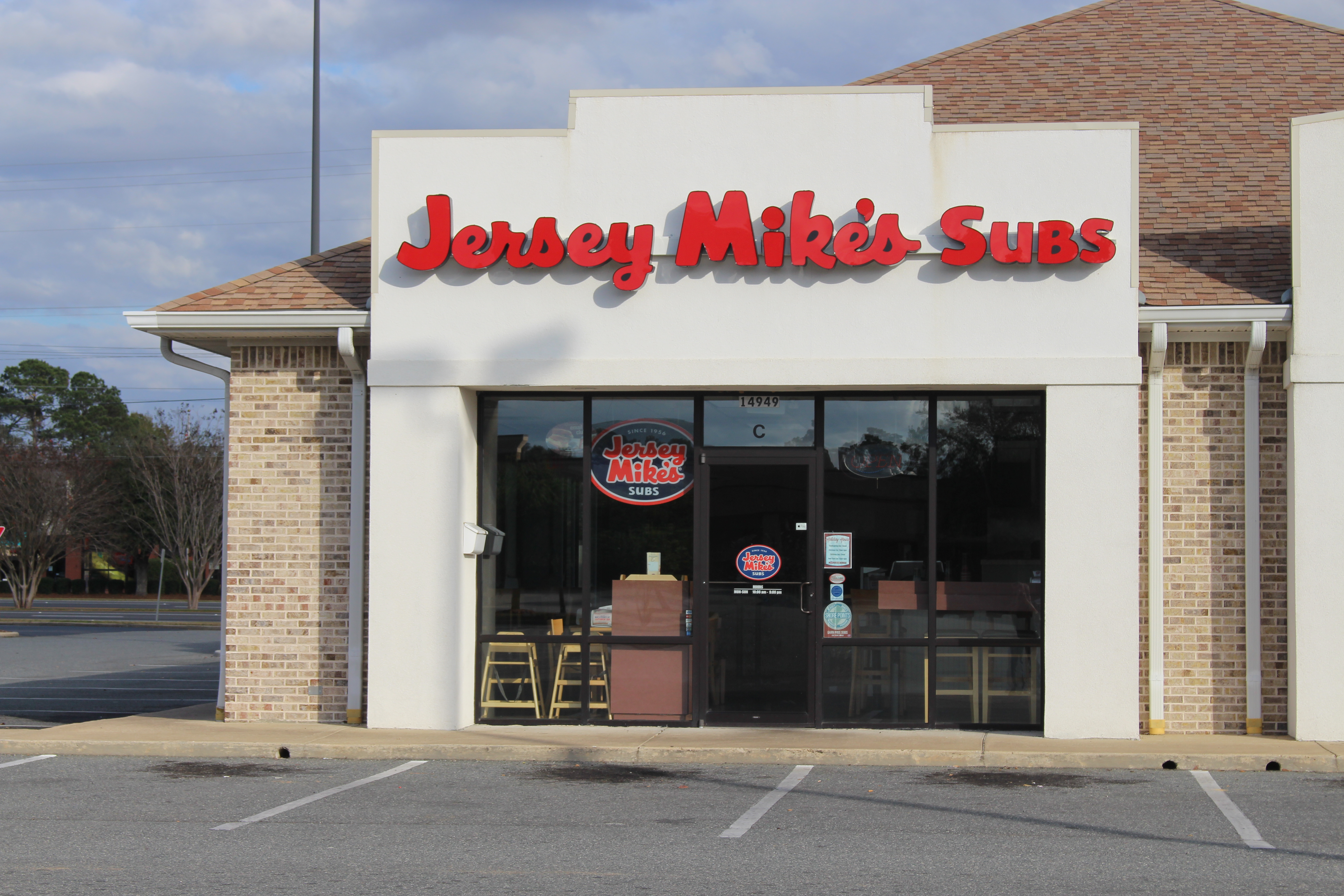
مطعم جيرسي مايك صب توماسفيل، مقاطعة توماس، جورجيا

شركة جيرسي مايك Jersey Mike's Subs LLC، هي سلسلة ساندويتشات صب أمريكية يقع مقرها الرئيسي في ماناسكوان، نيو جيرسي. لدى امتياز جيرسي مايك حوالي 3500 موقع، مع مواقع في الولايات المتحدة وكندا والمملكة المتحدة وأماكن أخرى.

## تاريخه
عام 1971 في سن الرابعة عشرة، حصل بيتر كانكرو من بوينت بليزانت بيتش، نيو جيرسي، على وظيفة بدوام جزئي في Mike's Submarines، وهو متجر سندويشات في الحي المجاور لمدينة بوينت بليزانت في 1009 شارع ترينتون. تأسس المطعم عام 1956، وكان يقع على بعد بضعة صفوف من غرب مدرسة شاطئ بوينت بليزانت الثانوية، وكان حينها مملوك لمالكه الثالث. تم تسميته في الأصل باسم Mike's Giant Submarine Shop نسبة إلى مالكه الأصلي، مايكل إنجرافالو، الذي كان يمتلك مع زوجته ماري عدة مواقع في نيوجيرسي وفلوريدا كجزء من أعمال عائلتها.
هاجر والد ماري، جيمي ليبورا، من كازيرتا، إيطاليا عام 1922، وافتتح أول متجر ساندويشات صب له في شارع تريمونت في برونكس. بعد أن انتقلت عائلته إلى نيوجيرسي، بدأوا في توسيع أعمالهم، وفي النهاية افتتحوا واستأجروا 13 متجر فرعي على طول ساحل نيوجيرسي. بحلول عام 1979، باعت العائلة جميع ممتلكاتها باستثناء اثنين.
عندما عُرض متجر Point Pleasant للبيع مرة أخرى عام 1975، اقترحت والدة كانكرو عليه شراءه. بمساعدة مدرب كرة القدم في المدرسة الثانوية، والذي كان أيضا مصرفي، تمكن كانكرو، الذي كان يبلغ من العمر 17 عام آنذاك وكان طالب في السنة الأخيرة من المدرسة الثانوية، من جمع 125000 دولار في ثلاثة أيام. كانكرو هو المالك السابق للأغلبية والرئيس التنفيذي للشركة.

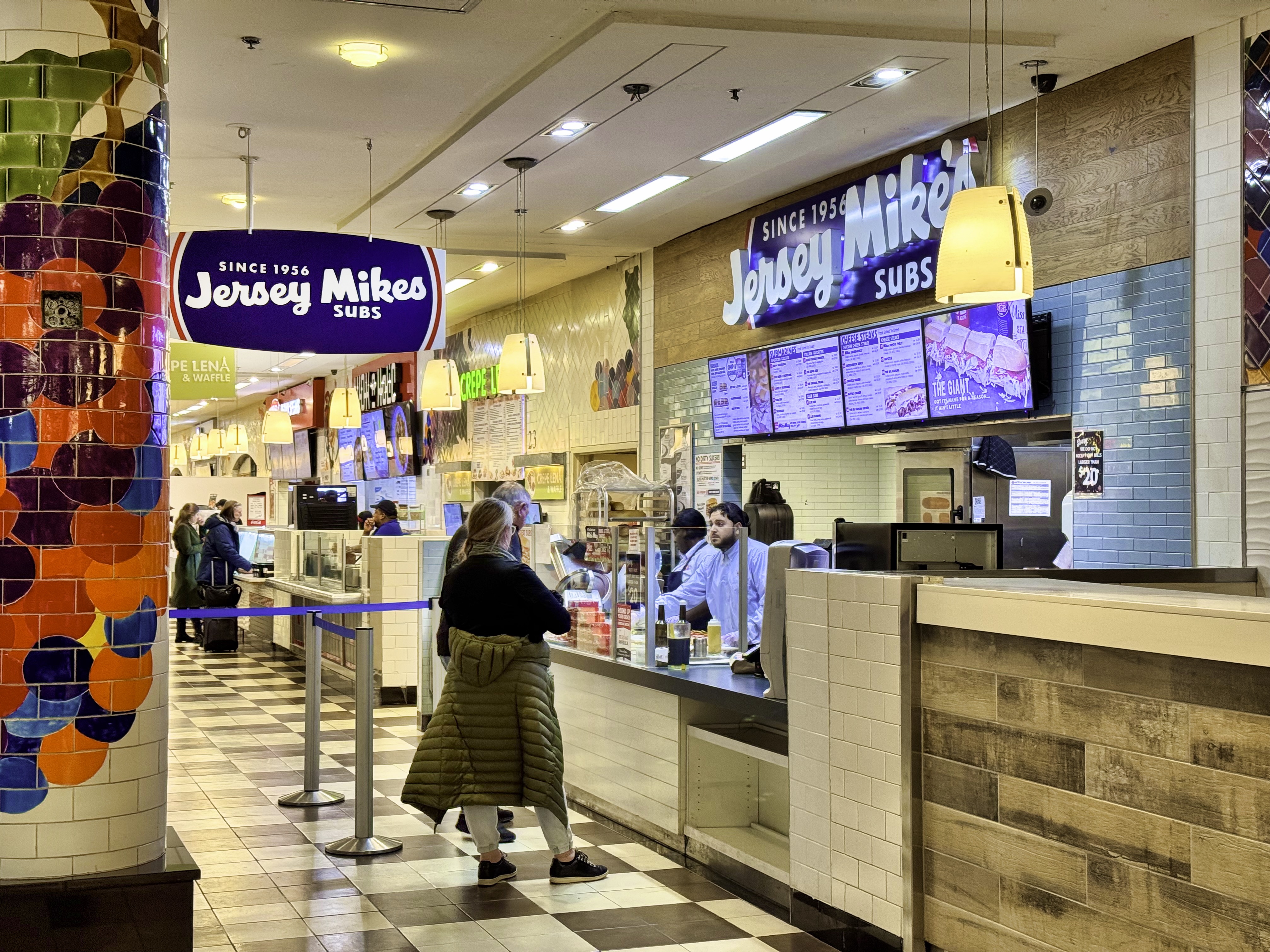
جيرسي مايكس في محطة واشنطن يونيون

بدأت شركة كانكرو في منح حق الامتياز للمطعم عام 1987. بحلول عام 2014، كان لديها 750 موقع بالإضافة إلى 650 موقع إضافي في مرحلة ما من التطوير.
عام 2015 تم افتتاح 197 موقع جديد وتجاوز العدد الإجمالي لمواقع جيرسي مايك 1000 موقع. تحظى مواقع جيرسي مايك بحضور أكبر على الساحل الغربي، وخاصة جنوب كاليفورنيا. لا يزال موقع جيرسي مايك الأصلي في شارع ترينتون يُستخدم كمركز تدريب للشركة.
في 2 مارس 2016، افتتحت الشركة أول موقع لها في أستراليا في مركز كيو سوبر في Mermaid Waters، جولد كوست، كوينزلاند، أعقبه منفذ ثانٍ فيبينوا (منطقة استرالية) في وقت لاحق من ذلك الشهر. ثم منفذ ثالث في براونز بلينز، بريسبان. تم إغلاق كل هذه الأماكن بحلول أواخر عام 2020، على ما يبدو بسبب جائحة كوفيد.

عام 2021، افتتحت الشركة منفذًا في مركز التسوق Andares في غوادالاخارا، خاليسكو، المكسيك.

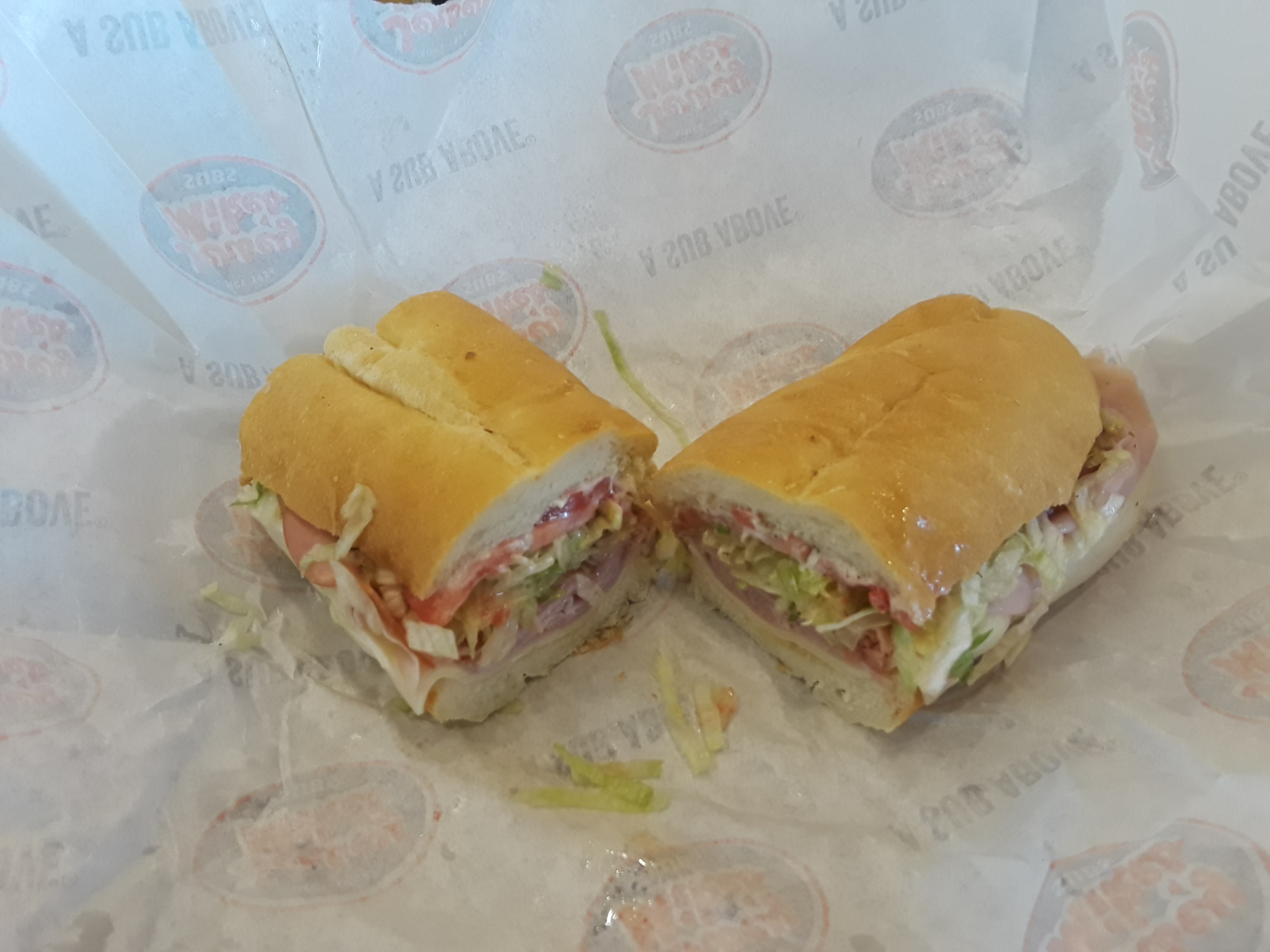
"طبق مفضل لدى جيرسي شور" - بروفولون ولحم خنزير وكاباكولو - على خبز أبيض

في يناير 2024، أعلنت الشركة عن توسع كبير في كندا مع مطاعم ريدبيري، وهو مشغل مطاعم كندي كبير، فيما سيكون أول توسع دولي كبير، مع افتتاح ثلاثة مواقع في أونتاريو حاليا في كيتشنر، لندن وماركهام، أونتاريو، مع هدف مخطط له يتمثل في 300 منفذ بيع في العقد المقبل.
تم الإعلان في 18 نوفمبر 2024 عن قيام شركة كانكرو ببيع حصة الأغلبية في الشركة إلى شركة بلاكستون مقابل ثمانية مليارات دولار.

## المنتجات
بشكل مشابه لمتجر مايك الأصلي عام 1956، يقدم كل مطعم من مطاعم جيرسي مايك ساندويتشات صب، والتي يتم تحضيرها حسب الطلب وتقطيع اللحوم والأجبان حسب الحاجة. طلب شطيرة على طريقة "مايك" يضاف إليها البصل المقطع، والخس المبشور، والطماطم، والخل الأحمر، ومزيج من زيت الزيتون والزيت النباتي، والزعتر، والملح. هناك أيضًا مخلل الفلفل المفروم المميز (يُطلق عليه أيضًا "CPR")، ولكنه غير مدرج في طريقة مايك.
كما تقدم بعض مواقع جيرسي مايك مجموعة متنوعة من ساندويتشات الإفطار خلال ساعات الصباح، بما في ذلك السندويشات المصنوعة من لفائف لحم الخنزير، وهو منتج من ولاية نيوجيرسي.

## الدعاية
من سبتمبر 2022، ظهر الممثل داني ديفيتو، الذي نشأ على بعد أميال قليلة من جيرسي مايك الأصلي، في سلسلة من الإعلانات التجارية الإذاعية والتلفزيونية.

## معرض الصور

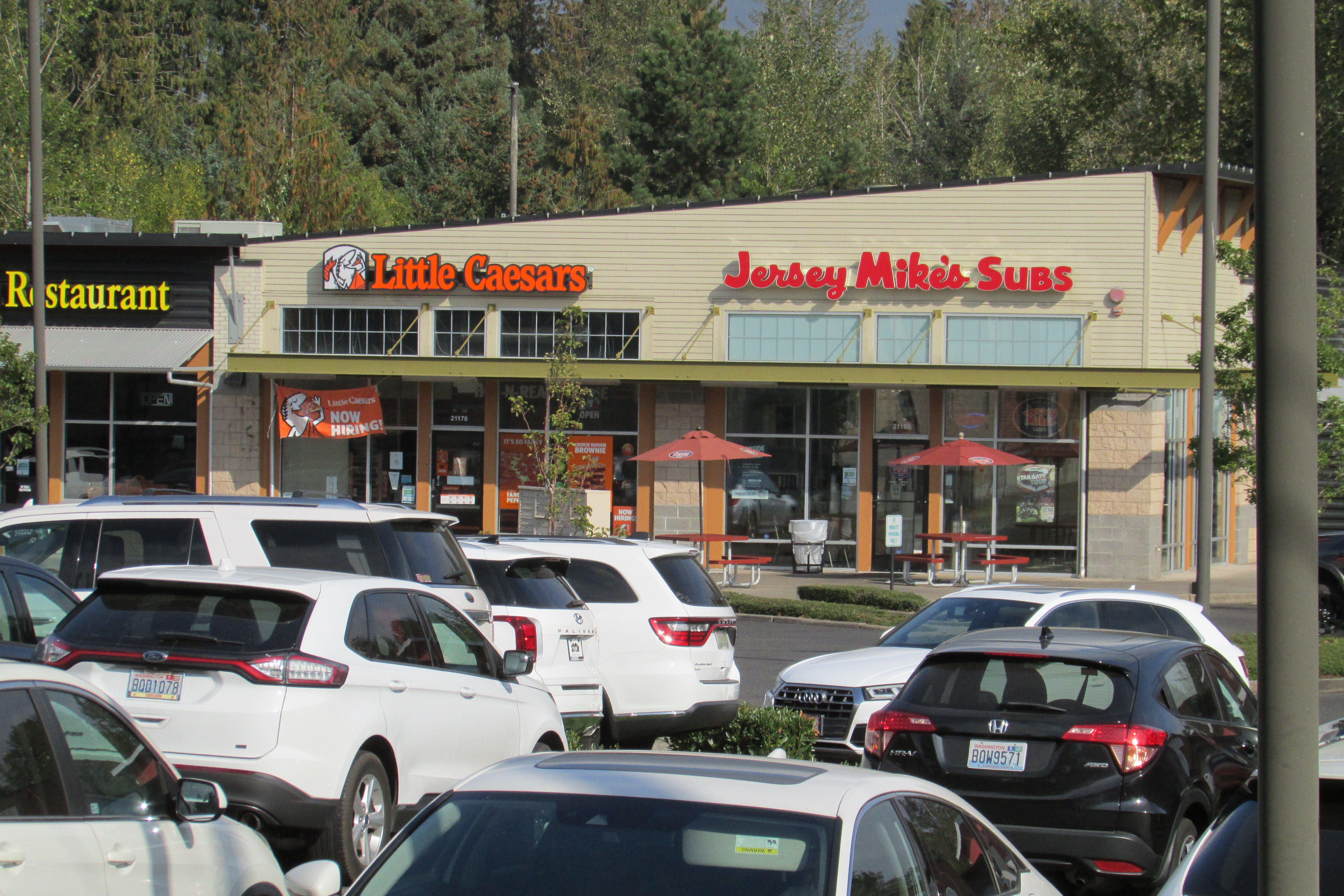
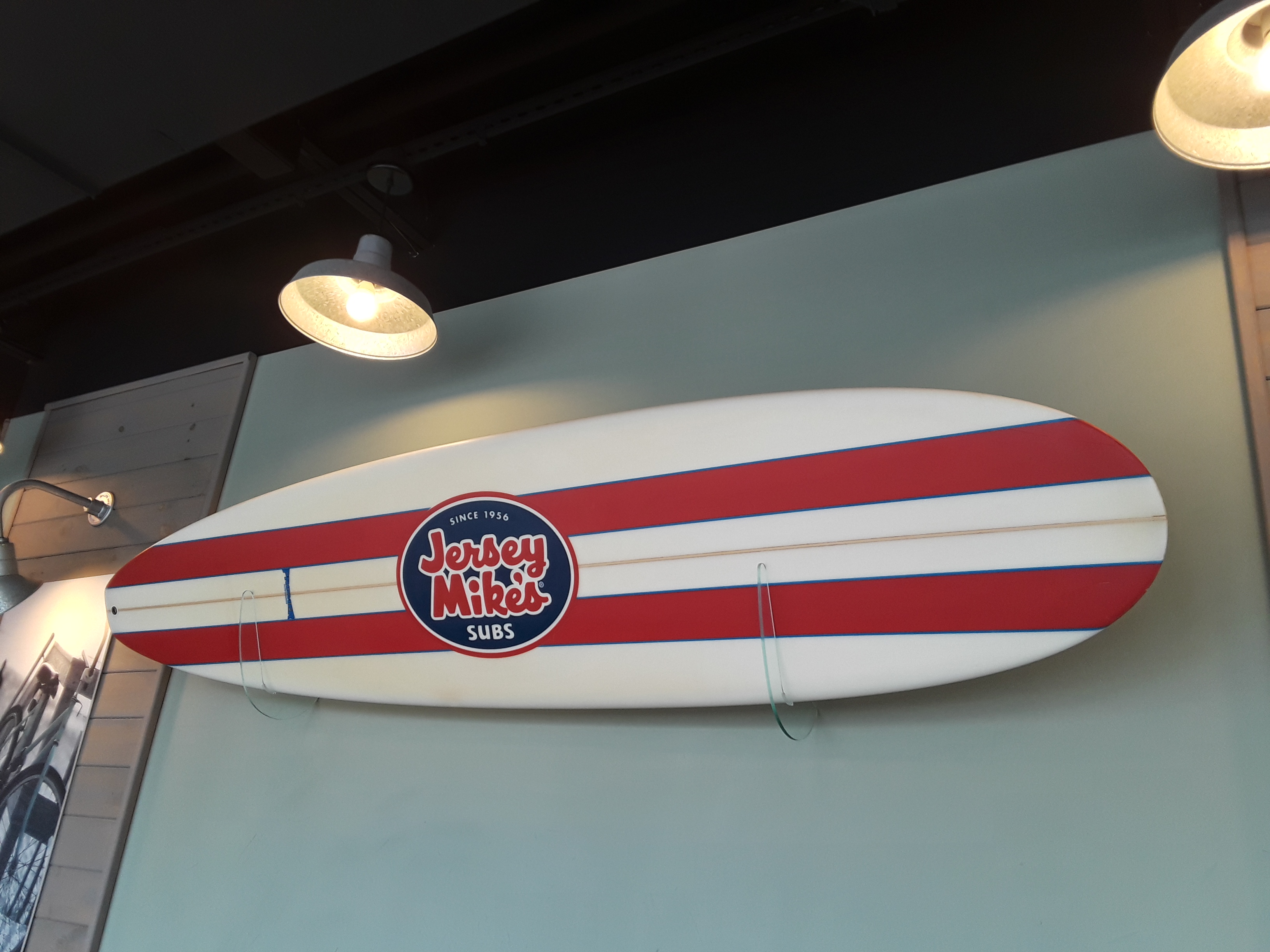
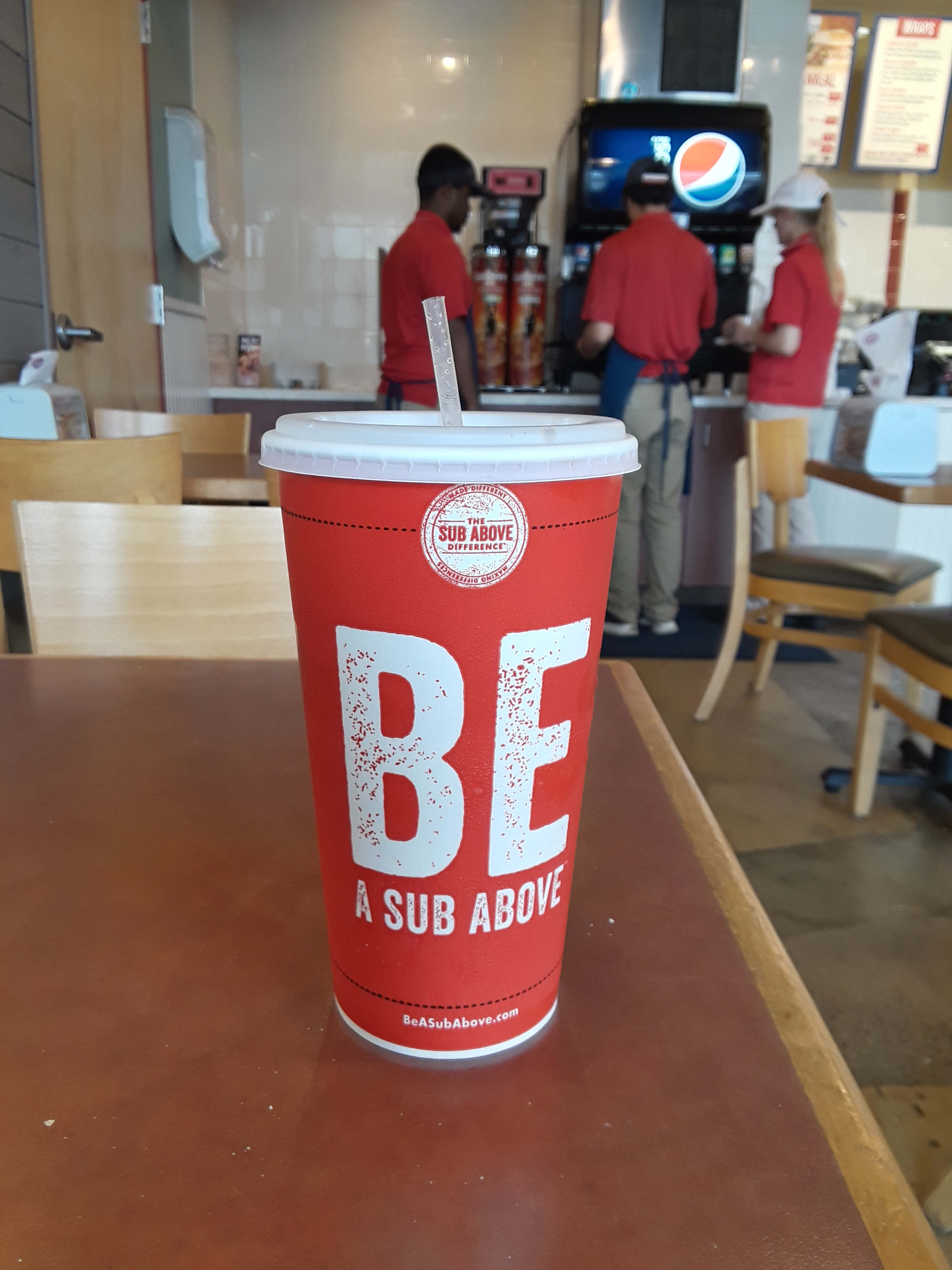
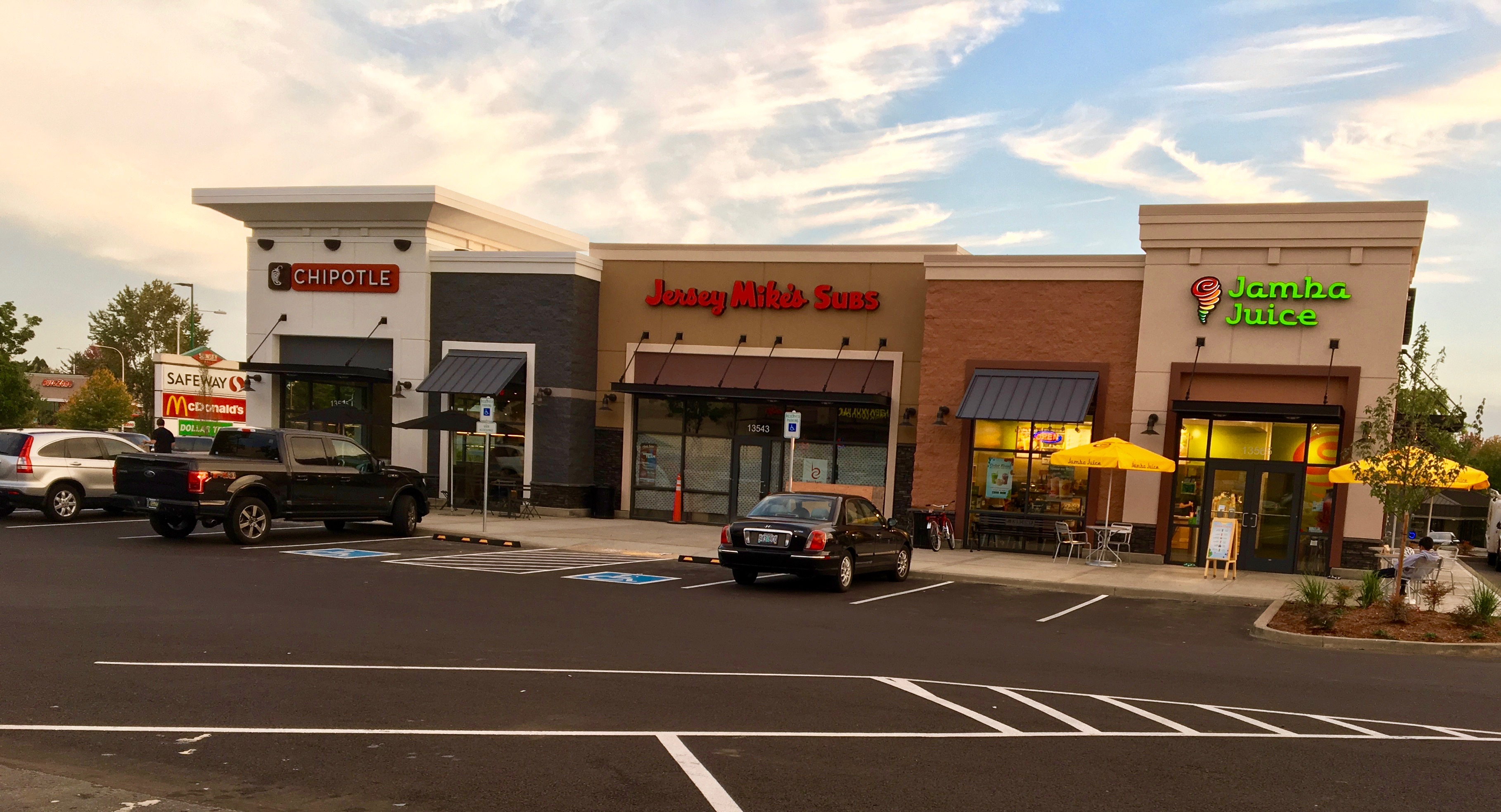
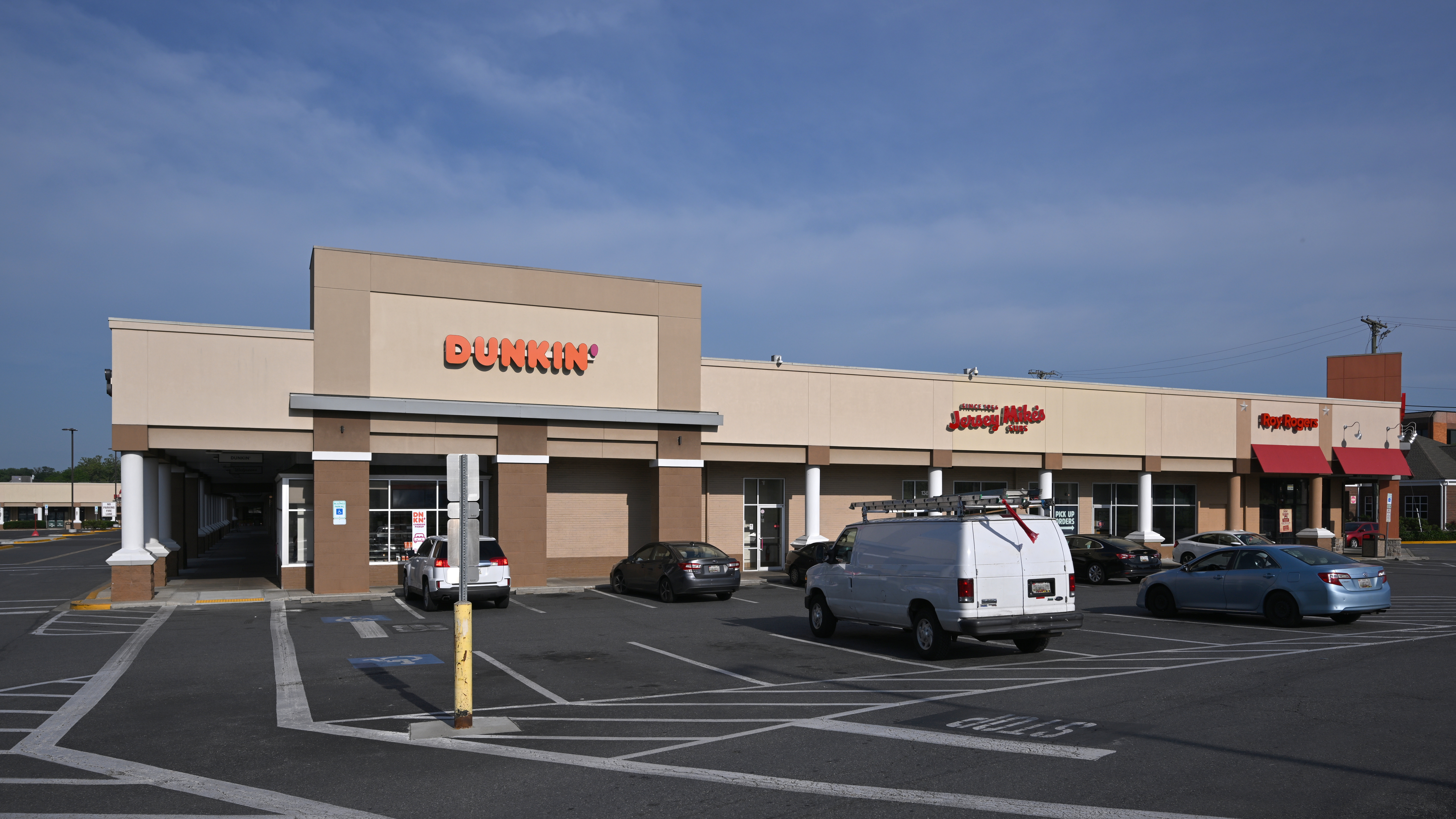
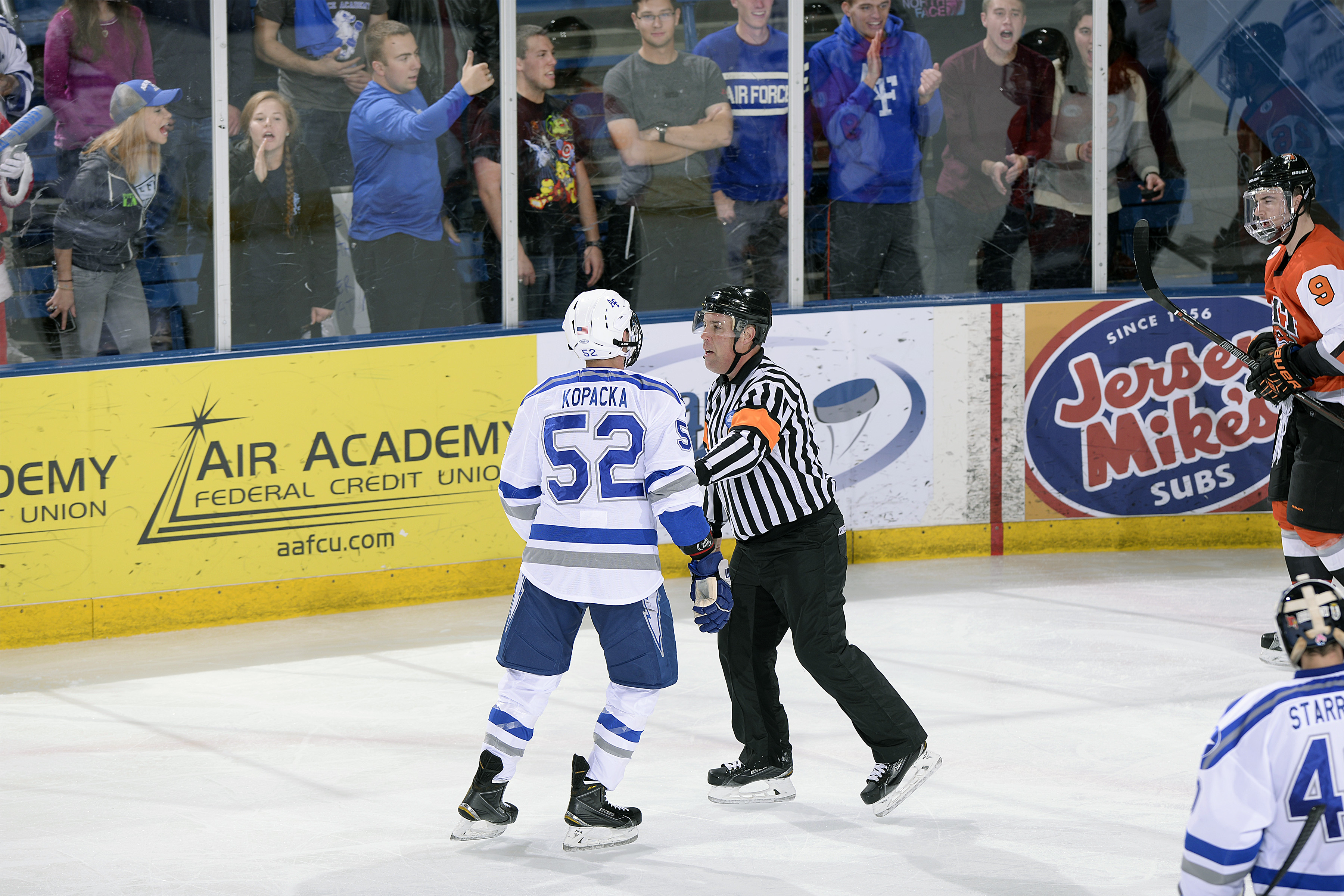
اعلان جيرسي مايك في احد البطولات الرياضية

## روابط خارجية
- الموقع الرسمي